# Euphorbia acervata
Euphorbia acervata ist eine Pflanzenart aus der Gattung Wolfsmilch (Euphorbia) in der Familie der Wolfsmilchgewächse (Euphorbiaceae).

## Beschreibung
Die sukkulente Euphorbia acervata bildet kleine, dichte Sträucher, die in Büschelform wachsen, bis 30 Zentimeter Höhe und 50 Zentimeter Durchmesser aus. Sie entspringen einer fleischigen und knolligen Wurzel. Die sehr stumpfen und selten verzweigenden Triebe sind vierkantig und werden 1 bis 1,5 Zentimeter im Durchmesser groß. An den Kanten befinden sich hervortretende Warzen, die im Abstand von 1 bis 1,7 Zentimeter zueinander stehen. Die verkehrt eiförmigen Dornschildchen werden 8 Millimeter breit und 3 Millimeter lang und stehen einzeln. Es werden 8 Millimeter lange Dornen und bis 2 Millimeter lange Nebenblattdornen ausgebildet.
Der Blütenstand besteht aus einzelnen, einfachen und fast sitzenden Cymen. Das trichterförmige Cyathium erreicht 5 Millimeter im Durchmesser. Die länglichen  Nektardrüsen sind gelb gefärbt und berühren sich. Die stumpf gelappte Frucht ist sitzend und wird 3,75 Millimeter breit und 4,25 Millimeter lang. Der eiförmige Samen wird etwa 2 Millimeter breit und 1,5 Millimeter lang und ist mit Warzen besetzt.

## Verbreitung und Systematik
Euphorbia acervata ist in Simbabwe, im Gebiet nördlich und südlich des Great Dyke, in Höhenlagen von 1250 bis 1700 Meter verbreitet.
Die Erstbeschreibung der Art erfolgte 2000 durch Susan Carter Holmes.